# 내항항
내항항은 경상남도 통영시 한산면 비진리, 비진도 섬에 있는 어항이다. 1972년 2월 23일 지방어항으로 지정하여 관리하고 있다. 시설관리자는 통영시장이다.

## 어항 시설
- 방파제 342m, 물양장 80m

## 주요 어종
- 돔, 광어, 멸치, 숭어, 볼락